# モンゴル日本センター
モンゴル・日本センター（モンゴル語: Монгол-Японы төв、英語: Mongolia-Japan Center; 正式名称: モンゴル・日本人材開発センター、モンゴル語: Монгол Японы хүний нөөцийн хөгжлийн төв、英語: Mongolia-Japan Center for Human Resources Development）は、モンゴルの市場経済を担う人材の育成を目的として、日本の政府開発援助（無償資金協力）により、モンゴル教育省及びモンゴル国立大学との協力の下、同大学敷地内に設立された施設である。2002年6月に開所。開所式には秋篠宮文仁親王が出席した。
これに併せ、国際協力機構（JICA）では、2002年1月より技術協力プロジェクトを開始、以来モンゴルの企業経営人材の育成、日本語教育の普及および日本・モンゴル両国の相互理解促進に係る活動を行ってきた。
初代JICA長期専門家メンバーは、四釜嘉総所長（JICA）、ダワードルジ副所長（モンゴル国立大学経済学部長）、持田美津子（業務調整）。
日本センターでは、JICA専門家として派遣された中小企業診断士や経営コンサルタント、日本語教師等により、10年間に約6,000名の中小企業経営者・経営幹部に対して経営指導を行うほか、約2万名の市民・学生に対して日本語教育を行ってきた。2011年には、多年にわたり経営指導を行ってきたJICA専門家の小林好佐ならびに河口真一郎が、エルベクドルジ大統領より友好勲章を授与されている。2007年7月に行われたセンター設立5周年記念式典には皇太子徳仁親王が出席した。
2012年4月には、同センターはモンゴル国立大学の独立採算ユニットに位置付けられ、センターの主たる運営についてはモンゴル側に委ねられることとなった。これに伴い、ダワードルジが所長に就任した。また、日本語教育ならびに相互理解促進活動については、新たに国際交流基金（JF）が直接協力を行うこととなった。JICAでは、引き続き経営人材の育成や中小企業への経営指導、さらには中小企業振興を所管する公的機関への指導などを通じ、モンゴルの産業多角化に向けた支援を行うとともに、こうした活動を通じて培った多くのモンゴル企業との信頼関係を活かし、モンゴルでのビジネスを志向する日本企業に対する情報提供やモンゴル企業との交流促進などの支援も行っている。なお、日本センターの経営指導を受講したモンゴル企業経営者により、任意団体「カイゼン協会」が組織され、経験交流や日本センターへの支援などの活動を行ってきている。
2016年には日本センター開館以来の累計来館者数200万人を達成し、2017年には設立15周年を迎え各種の記念イベントが催された。このほか、日本センターでは、日本への留学促進を目的に、在モンゴル日本国大使館、日本学生支援機構（JASSO）、モンゴル教育省等と協力し、日本からの大学等関係者の参加を得て、モンゴルの学生を対象に「日本留学フェア」を例年開催している。2018年9月に行われた第10回日本留学フェアにおいては日本から9大学が参加し、2日間に約1,000名が来場した。
2018年11月現在日本から長期派遣されているメンバーは、大川直人（チーフアドバイザー／JICA）、中村功（ビジネス交流支援／JICA）、滝口良（業務調整・産学連携／JICA）、三本智哉（日本語教育／JF）、藤野紀子（JF日本語講座業務調整／JF）。
2018年11月現在、来館者数は約233.5万人に上っている。